# 내슈빌 SC (2016년)
내슈빌 SC(Nashville Soccer Club)는 유나이티드 사커 리그에 소속된 미국의 프로축구단이었다. 테네시주 내슈빌을 연고지로 하였으며 홈 경기장은 퍼스트 테네시 파크였다.

## 역대 홈경기장
| 경기장             | 사용기간    | 장소            | 팀명      | 비고 |
| ------------------ | ----------- | --------------- | --------- | ---- |
| 퍼스트 테네시 파크 | 2018년~미래 | 테네시주 내슈빌 | 내슈빌 SC | 빈칸 |

## 선수 명단

### 역대
- 데이비드 에드거(2018)

## 메이저 리그 사커제휴팀
- 없음